# Riboza 1,5-bisfosfat fosfokinaza
Riboza 1,5-bisfosfat fosfokinaza (EC 2.7.4.23, riboza 1,5-bisfosfokinaza, PhnN) je enzim sa sistematskim imenom ATP:riboza-1,5-bisfosfat fosfotransferaza. Ovaj enzim katalizuje sledeću hemijsku reakciju
ATP + riboza 1,5-bisfosfat {\displaystyle \rightleftharpoons } ADP + 5-fosfo-alfa--riboza 1-difosfat
Ovaj enzim, prisutan u NAD supresivnim mutantima bakterije Escherichia coli, sintetiše 5-fosfo-alfa--riboza 1-difosfat (PRPP), bez učešća enzima EC 2.7.6.1, riboza-fosfat difosfokinaza.

## Literatura
- Nicholas C. Price; Lewis Stevens (1999). Fundamentals of Enzymology: The Cell and Molecular Biology of Catalytic Proteins (Third изд.). USA: Oxford University Press. ISBN 019850229X.
- Eric J. Toone (2006). Advances in Enzymology and Related Areas of Molecular Biology, Protein Evolution (Volume 75 изд.). Wiley-Interscience. ISBN 0471205036.
- Branden C; Tooze J. Introduction to Protein Structure. New York, NY: Garland Publishing. ISBN 0-8153-2305-0.
- Irwin H. Segel. Enzyme Kinetics: Behavior and Analysis of Rapid Equilibrium and Steady-State Enzyme Systems (Book 44 изд.). Wiley Classics Library. ISBN 0471303097.
- William P. Jencks (1987). Catalysis in Chemistry and Enzymology. Dover Publications. ISBN 0486654605.

## Spoljašnje veze
- Ribose+1,5-bisphosphate+phosphokinase на 